# Cornovecchio

Cornovecchio

Cornovecchio là một đô thị ở tỉnh Lodi trong vùng Lombardia của Italia, cách khoảng 80 km về phía đông nam của Milano và khoảng 45 km về phía đông nam của Lodi.
Tại thời điểm 31 tháng 12 năm 2004, đô thị này có dân số 232 người và diện tích là 6,5 km².
Đô thị Cornovecchio bao gồm các frazioni (các đơn vị trực thuộc, chủ yếu là thôn làng) Lardera and Goretti.
Cornovecchio giáp các đô thị: Pizzighettone, Maleo, Crotta d'Adda, Meleti, Corno Giovine, Caselle Landi.